# 빌뉴스구

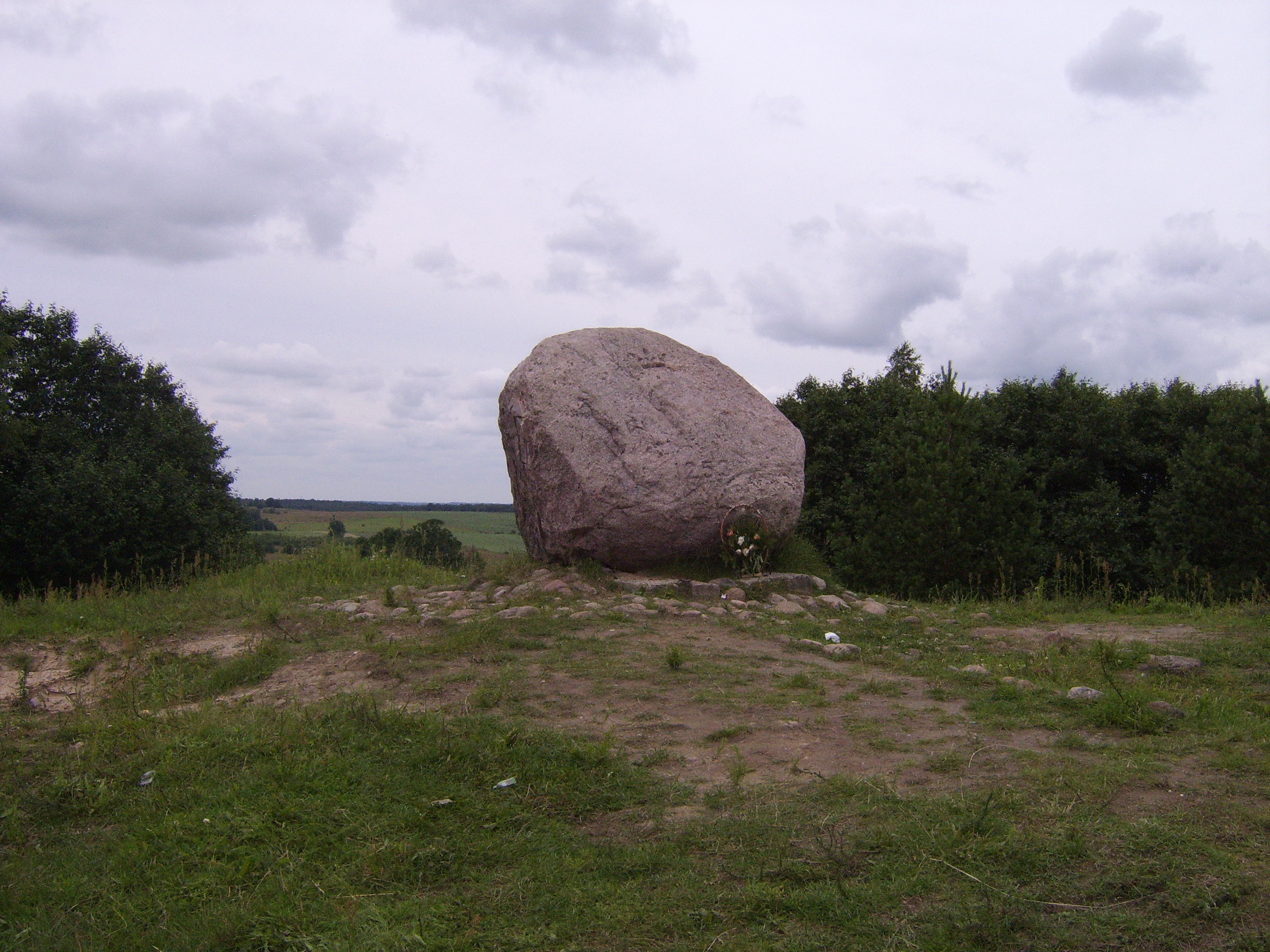
빌뉴스구에 위치한 유오자피네 언덕

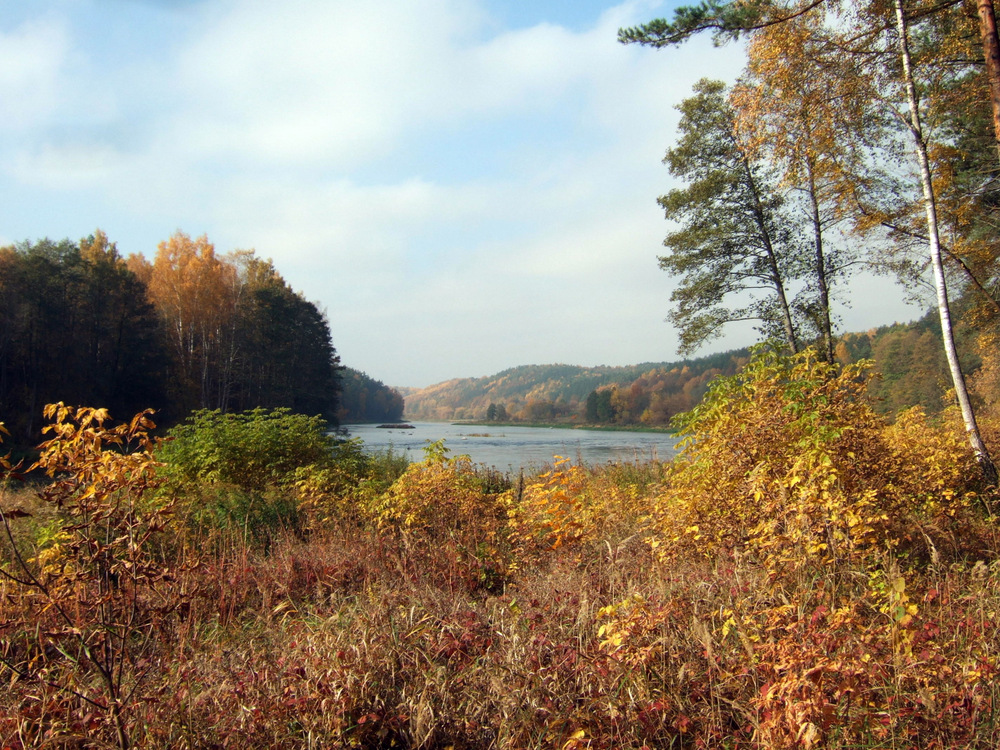
빌뉴스구에 위치한 카르마지나이 산책로

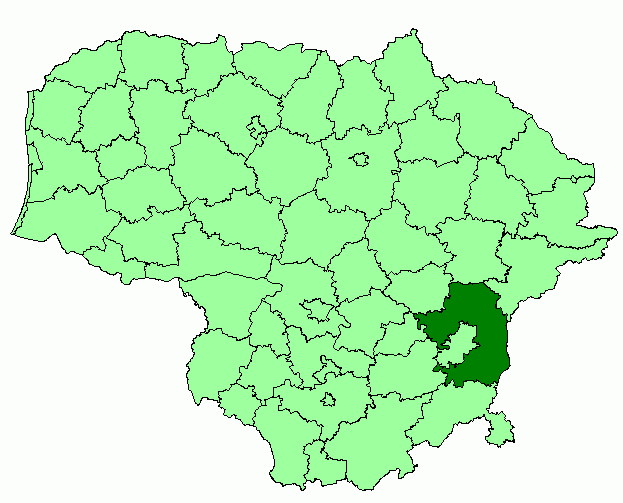
빌뉴스구의 위치

빌뉴스구(리투아니아어: Vilniaus rajono savivaldybė)는 리투아니아 빌뉴스주를 구성하는 8개 지방 자치체 가운데 하나로 행정 중심지는 리투아니아의 수도인 빌뉴스이며 면적은 2,129km2, 인구는 95,620명(2015년 기준), 인구 밀도는 44.9명/km2이다. 이름과는 달리 빌뉴스는 별도의 지방 자치체로 존재하며 23개 장로구를 관할한다. 빌뉴스시의 북쪽, 동쪽, 남쪽을 둘러싸고 있으며 빌뉴스주 시르빈토스구, 엘렉트레나이시, 트라카이구, 샬치닝카이구, 슈벤초니스구, 우테나주 몰레타이구와 접한다. 동쪽으로는 벨라루스와 국경을 접한다.

지방 자치체 문장